# Eutrapela transfingens
Eutrapela transfingens är en fjärilsart som beskrevs av Walker 1860. Eutrapela transfingens ingår i släktet Eutrapela och familjen mätare. Inga underarter finns listade i Catalogue of Life.